# Desa Curahmalang (administrativ by i Indonesien, lat -8,24, long 113,57)
Desa Curahmalang är en administrativ by i Indonesien.   Den ligger i provinsen Jawa Timur, i den sydvästra delen av landet, 800 km öster om huvudstaden Jakarta.